# سكران (جنس)
السُّكُرَّان هو جنس من أربعة أنواع من كاسيات البذور في الفصيلة الباذنجانية، مهدها أورُبَّة وآسِية. سُمي الاسم العلمي للجنس على اسم جوفاني سكوبولي (1723-1788)، عالم الطبيعة التيرولي. الجنس له توزع منفصل، ذو نوعين معترف بهما في وسط وشرق أورُبة (بما في ذلك القوقاز)، ونوعين في شرق آسِية. من أنواعه في أوربَّة سكران الغرب.